# Estanislao Basora
Estanislao Basora, teljes nevén Estanislao Basora Brunet, katalán formában Estanislau Basora (Colonia Valls, 1926. november 18. – 2012. március 16., Las Palmas de Gran Canaria) spanyol-katalán labdarúgó, csatár. Kora egyik legjobbjának tartják.
Testvére, Joaquín szintén labdarúgó volt. A gyakran Basora II-ként emlegetett öcs a CD Condalt és a Sporting de Gijónt erősítette.

## Klubkarrierje
Karrierjét egy katalán kiscsapatban, az alacsonyabb osztályú Manresában kezdte 1943-ban. Három év múlva a legnagyobb katalán klub, az FC Barcelona szerződtette, ahol egy lleidai kölcsönszezontól eltekintve pályafutása teljes hátralévő időszakát töltötte. Az említett egyetlen szezon, amikor a Lleidában játszott kölcsönben, az 1955-56-os szezon volt. Első meccsét a Barcelona színeiben a Celta Vigo ellen játszotta szeptember 22-én, azonban első évében csak két találkozón játszott ezen kívül.
A katalán klubban ettől az egy évtől és a kölcsönben eltöltött időszaktól eltekintve megkérdőjelezhetetlen volt a helye a kezdőcsapatban. 1947-től 1949-ig 51 meccsen húsz gólt szerzett Enrique Fernández edzősége alatt, ebben az időszakban négy kupát nyert a csapat, köztük két bajnoki címmel. Tagja volt annak a legendás csatársornak Césarral, Kubala Lászlóval, Eduardo Monchónnal, Mariano Martínnal és Tomás Hernándezzel együtt. A klub 1949-ben még nem ért fel teljesen a csúcsra, azonban a Latin kupa döntőjében kezdődött az igazán sikeres időszak. Ekkor egyébként a Barça még kikapott a Sportingtól, és Basora szerezte a csapat egyetlen gólját. Nagyon fontos szerepe volt a katalánok 1951-52-es szezonjában, amikor a csapat öt kupát nyert. A klubnak ezt a korszakát spanyolul „Barça de las cinco Copas”-nak, vagy „ötkupás Barçának” nevezik. Basora ebben az idényben huszonhét bajnokin nyolcszor talált be, valamint bevette a kaput a spanyol kupa döntőjében is, ahol a Barcelona a Valencia felett aratott 4–2-es győzelmet. 1946 és 1958 között végül összesen 301 tétmérkőzésen játszott a gránátvörös-kék csapatban, ezeken 113 gólt szerzett. 1975-ben, a klub alapításának hetvenötödik évfordulóján bekerült a klub történetének legjobb kezdő tizenegyébe.

## A válogatottban
A spanyol válogatottban 1949-ben mutatkozhatott be, és kilenc év alatt összesen 22 összecsapáson képviselhette Spanyolországot, melyeken tizenhárom gólt szerzett. Rögtön 1949. június 12-én, a debütálása alkalmával betalált az Írország elleni barátságos meccsen. Legjobb kilencven percét egy másik barátságos találkozón, Franciaország ellen játszotta, amikor szűk negyedóra alatt három gólt is szerzett. A francia sajtó rögtön elnevezte őt a „Colombes-i szörny”-nek. Részt vett az 1950-es világbajnokságon is, ahol hihetetlenül eredményes csatárpárost alkotott a korszak másik nagy egyéniségével, Telmo Zarrával. Rögtön a nyitómeccsen, az USA ellen megmutatták ők ketten, hogy mire képesek, ugyanis tíz perccel a lefújás előtt az amerikaiak még egygólos előnyben voltak. Ekkor azonban jött Basora és Zarra, majd Basora két, valamint baszk csapattársa egy góljával 3–1-re legyőzték az amerikai csapatot. A Chile elleni 2–0-s győzelem alkalmával ismét mindketten betaláltak, majd az angolokat Zarra góljával győzték le 1–0-ra, itt Basora adta a gólpasszt. A második csoportkörben, ami egyfajta körmérkőzéses döntőnek volt felfogható, a torna egyik legélvezetesebb meccsét játszott Spanyolország és Uruguay. Uruguay egy darabig 1–0-ra vezetett, azonban Basora két góljával sikerült a spanyol csapatnak fordítania. A spanyoloknak végül mégsem sikerült győzniük, a találkozó 2–2-es döntetlennel zárult. Ezt követően a spanyolok a hátralévő két meccsüket egyaránt elbukták, és végül negyedikként zártak. Basora végül öt gólt szerzett, ezzel Ademir mögött a góllövőlista második helyén zárt, az uruguayi Óscar Míguezzel holtversenyben.
Basora öt meccsen pályára lépett a katalán válogatottban is, ahol kétszer talált be.

## Válogatott góljai
| #   | Időpont          | Helyszín                                 | Ellenfél         | Állás | Végeredmény | Kiírád         |
| --- | ---------------- | ---------------------------------------- | ---------------- | ----- | ----------- | -------------- |
| 1.  | 1949. június 12. | Dalymount Park, Dublin, Írország         | Írország         | 1–2   | 1–4         | Barátságos     |
| 2.  | 1949. június 19. | Colombes, Párizs, Franciaország          | Franciaország    | 0–1   | 1–5         | Barátságos     |
| 3.  | 1949. június 19. | Colombes, Párizs, Franciaország          | Franciaország    | 0–2   | 1–5         | Barátságos     |
| 4.  | 1949. június 19. | Colombes, Párizs, Franciaország          | Franciaország    | 0–3   | 1–5         | Barátságos     |
| 5.  | 1950. április 2. | Nuevo Chamartín, Madrid, Spanyolország   | Portugália       | 2–0   | 5–1         | Vb-selejtező   |
| 6.  | 1950. június 25. | Durival de Britto, Curitiba, Brazília    | Egyesült Államok | 2–1   | 3–1         | Világbajnokság |
| 7.  | 1950. június 29. | Maracanã, Rio de Janeiro, Brazília       | Chile            | 1–0   | 2–0         | Világbajnokság |
| 8.  | 1950. július 9.  | Pacaembu, São Paulo, Brazília            | Uruguay          | 1–1   | 2–2         | Világbajnokság |
| 9.  | 1950. július 9.  | Pacaembu, São Paulo, Brazília            | Uruguay          | 1–2   | 2–2         | Világbajnokság |
| 10. | 1952. június 1.  | Nuevo Chamartín, Madrid, Spanyolország   | Írország         | 4–0   | 6–0         | Barátságos     |
| 11. | 1952. június 1.  | Nuevo Chamartín, Madrid, Spanyolország   | Írország         | 6–0   | 6–0         | Barátságos     |
| 12. | 1957. május 16.  | Santiago Bernabéu, Madrid, Spanyolország | Skócia           | 3–0   | 4–1         | Vb-selejtező   |
| 13. | 1957. május 16.  | Santiago Bernabéu, Madrid, Spanyolország | Skócia           | 4–1   | 4–1         | Vb-selejtező   |

## Sikerei, díjai
- Bajnok: 1947-48, 1948-49, 1951-52, 1952-53
- Kupagyőztes: 1951, 1952, 1952-53, 1957
- Szuperkupa-győztes: 1948, 1952, 1953
- VVK-győztes: 1955-58
- Latin kupa-győztes: 1952